# Manilkara longistyla
Manilkara longistyla är en tvåhjärtbladig växtart som först beskrevs av De Wild., och fick sitt nu gällande namn av Charles Marie Evrard. Manilkara longistyla ingår i släktet Manilkara och familjen Sapotaceae.
Artens utbredningsområde är Kongo-Kinshasa. Inga underarter finns listade i Catalogue of Life.